# Patrizio Sala
Patrizio Sala (ur. 16 czerwca 1955 w Bellusco) – włoski piłkarz grający na pozycji pomocnika, reprezentant kraju.

## Kariera klubowa
Patrizio Sala rozpoczął karierę w 1973 w trzecioligowym klubie AC Monza. Dobra gra zaprocentowała transferem do pierwszoligowego Torino FC. W klubie z Turynu Sala występował przez następne sześć lat.
Z klubem z Turynu zdobył mistrzostwo Włoch 1976 (ostatnie jak do tej pory w historii Torino). W sezonie 1981-82 występował w drugoligowej Sampdorii, z którą awansował do Serie A. W 1982 przeniósł się do AC Fiorentina, w której grał przez sezon. W 1983 roku przeszedł do pierwszoligowej Pisa Calcio, z którą spadł do drugiej ligi. Lata 1984–1988 Sala spędził w Cesenie. Z Ceseną awansował do Serie A w 1987 roku. Lata 1988–1989 spędził w drugoligowej Parmie. Ostatni sezon w karierze 1989–1990 Sala spędził w czwartoligowym Solbiatese Arno.

## Kariera reprezentacyjna
Patrizio Sala w reprezentacji Włoch zadebiutował 25 września 1976 roku w towarzyskim meczu przeciwko reprezentacji Jugosławii.
W 1978 roku Sala uczestniczył w Mistrzostwach Świata. Na Mundialu wystąpił tylko w ostatnim, przegranym 1-2 meczu o trzecie miejsce z Brazylią. Ostatni, ósmy mecz w narodowych barwach Sala rozegrał 11 listopada 1980 w towarzyskim spotkaniu z Luksemburgiem.

## Kariera trenerska
Patrizio Sala po zakończeniu kariery piłkarskiej został trenerem. Szkolił młodzież w AC Monza i Torino FC oraz prowadził kluby z niższych lig m.in. A.S. Varese 1910, AC Pistoiese, AS Biellese, Vis Pesaro Calcio, AS Casale Calcio, Pro Patria.